# Escuela de Música Frost
La Escuela de Música Frost (en inglés: Frost School of Music) forma parte de la Universidad de Miami en Coral Gables, Florida, en el sur de los Estados Unidos. Conocida desde 1926 hasta 2003 como la Escuela de música de la Universidad de Miami, es una institución musical en los Estados Unidos. Se trata de una de las escuelas originales de la Universidad de Miami tras su inauguración en 1926, que hoy tiene una matriculación de poco más de 700 estudiantes. La escuela ofrece grados en la interpretación instrumental, interpretación vocal, ingeniería musical, educación musical, composición musical y el teatro musical. También ofrece grados de Estudio de Música y Jazz para instrumentistas y vocalistas. Su estudio de la música y el programa Jazz se conoce consistentemente como uno de los mejores de la nación.